# بتسلیم
بتسلیم (عبری: בצלם‎ ،IPA: [beˈtselem]، " در تصویر [خدا]") یک سازمان غیرانتفاعی مستقر در اورشلیم است که اهداف اعلام شده آن مستندسازی نقض حقوق بشر در اراضی فلسطینی اشغال شده توسط اسرائیل، مبارزه با هرگونه انکار وجود چنین نقض‌هایی و کمک به ایجاد فرهنگ حقوق بشر در اسرائیل است. در حال حاضر توسط هاگای ال عاد اداره می‌شود که از ماه مه ۲۰۱۴ به عنوان مدیرکل آن فعالیت کرده‌است بتسلیم همچنین در واشینگتن، دی سی، که در آن به بتسلیم ایالات متحده آمریکا معروف است، حضور دارد. این سازمان واکنش‌های تندی را در داخل اسرائیل برانگیخته است، از انتقاد شدید گرفته تا تمجید شدید.